# Брукдејл (Јужна Каролина)
Брукдејл (енгл. Brookdale) насељено је место без административног статуса у америчкој савезној држави Јужна Каролина.

## Демографија
По попису из 2010. године број становника је 4.873, што је 149 (3,2%) становника више него 2000. године.
| Група             | 2000.         | 2010.         |
| Белци             | 43 (0,9%)     | 35 (0,7%)     |
| Афроамериканци    | 4.632 (98,1%) | 4.779 (98,1%) |
| Азијати           | 4 (0,1%)      | 11 (0,2%)     |
| Хиспаноамериканци | 30 (0,6%)     | 34 (0,7%)     |
| Укупно            | 4.724         | 4.873         |